# Kalamazoo County
Kalamazoo County is een county in de Amerikaanse staat Michigan.
De county heeft een landoppervlakte van 1.455 km² en telt 238.603 inwoners (volkstelling 2000). De hoofdplaats is Kalamazoo.
De county heeft vier instellingen waar hoger onderwijs wordt gegeven: Kalamazoo College, Western Michigan University, Kalamazoo Valley Community College en Davenport University.

## Bevolkingsontwikkeling

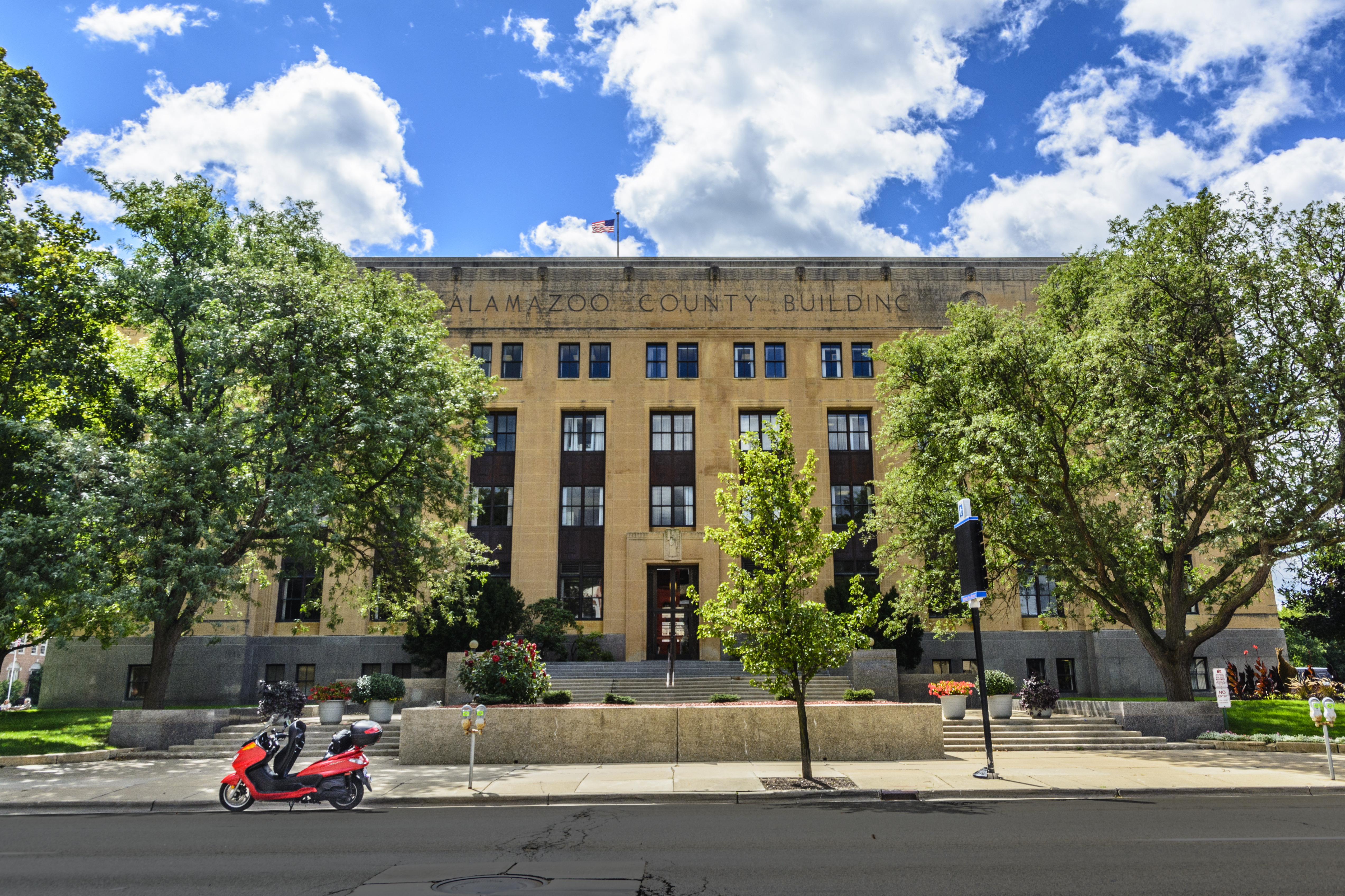
County Courthouse